# Nymphula grisealis
Nymphula grisealis là một loài bướm đêm trong họ Crambidae.